# Puffin de Bryan
Puffinus bryani
Espèce
Statut de conservation UICN

 CR C2a(i,ii) : 
En danger critique
Le Puffin de Bryan (Puffinus bryani) est une espèce d'oiseaux de la famille des Procellariidae.

## Répartition
Cette espèce vit dans le Nord de l'océan Pacifique, sur l'archipel d'Ogasawara et les îles Midway.